# Catocala dariana
Catocala dariana är en fjärilsart som beskrevs av Sviridov. Catocala dariana ingår i släktet Catocala och familjen nattflyn. Inga underarter finns listade i Catalogue of Life.